# Municipio de Walters
El municipio de Walters (en inglés: Walters Township) es un municipio ubicado en el condado de Stutsman en el estado estadounidense de Dakota del Norte. En el año 2010 tenía una población de 44 habitantes y una densidad poblacional de 0,48 personas por km².

## Geografía
El municipio de Walters se encuentra ubicado en las coordenadas 47°16′36″N 99°1′59″O / 47.27667, -99.03306. Según la Oficina del Censo de los Estados Unidos, el municipio tiene una superficie total de 92.23 km², de la cual 91,88 km² corresponden a tierra firme y (0,38 %) 0,35 km² es agua.

## Demografía
Según el censo de 2010, había 44 personas residiendo en el municipio de Walters. La densidad de población era de 0,48 hab./km². De los 44 habitantes, el municipio de Walters estaba compuesto por el 93,18 % blancos y el 6,82 % eran de una mezcla de razas. Del total de la población el 0 % eran hispanos o latinos de cualquier raza.